# Oswaldo Cruz (Rio de Janeiro)

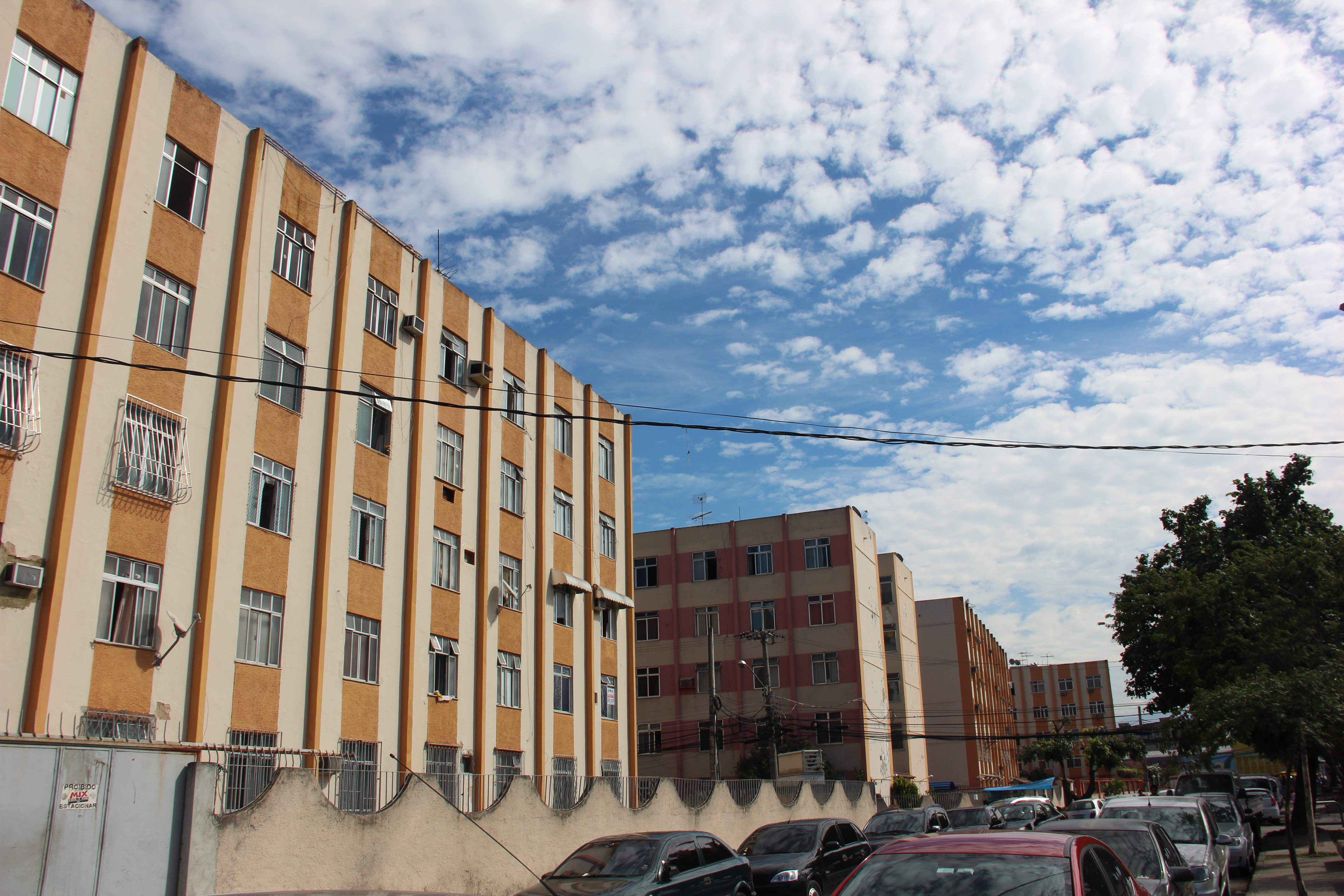
Conjunto Habitacional Oswaldo Cruz (conhecido como COHAB) que se encontra em frente à estação de trem de Oswaldo Cruz

Oswaldo Cruz é um bairro da Zona Norte do município do Rio de Janeiro.
O IDH da região, no ano 2000, era de 0,855: o 51º melhor do município do Rio de Janeiro.
É conhecido por ser o berço da Portela, a maior campeã do Carnaval carioca. Cortado pela linha férrea, Oswaldo Cruz é um bairro tipicamente residencial, com aproximadamente 40 mil habitantes.
O bairro de Oswaldo Cruz faz parte da região administrativa de Madureira. Os bairros integrantes dessa região administrativa são: Bento Ribeiro, Campinho, Cascadura, Cavalcanti, Engenheiro Leal, Honório Gurgel, Madureira, Marechal Hermes, Oswaldo Cruz, Quintino Bocaiúva, Rocha Miranda, Turiaçu e Vaz Lobo.

## História
O bairro fez parte da freguesia de Irajá, criada em 1644. Em fins do século XIX e inícios do século XX, a economia de região, amparada pelo trabalho escravo, entra em crise e os antigos latifúndios começam a ser repartidos pela população pobre, em sua grande parte formada por pessoas marginalizadas pelas reformas urbanas que eram realizadas no centro da cidade, na gestão Pereira Passos.
Em 17 de abril de 1898, com a implantação da Estrada de Ferro Dom Pedro II, depois Central do Brasil, é inaugurada a Estação Rio das Pedras de trens, oito anos após a Estação Madureira, e um ano após a Estação Dona Clara. A partir daí, a história do bairro se confunde com a da estação ferroviária. Após a morte do médico e sanitarista Oswaldo Cruz, em 1917, esta ganhou seu nome, e com o tempo este, acabou sendo atribuído também ao bairro ainda nascente. O bairro cresceu ao longo das ruas João Vicente e Carolina Machado, com casas simples, comércio local modesto e vielas e assim, ainda em 1917 os primeiros logradouros do bairro foram oficializados.

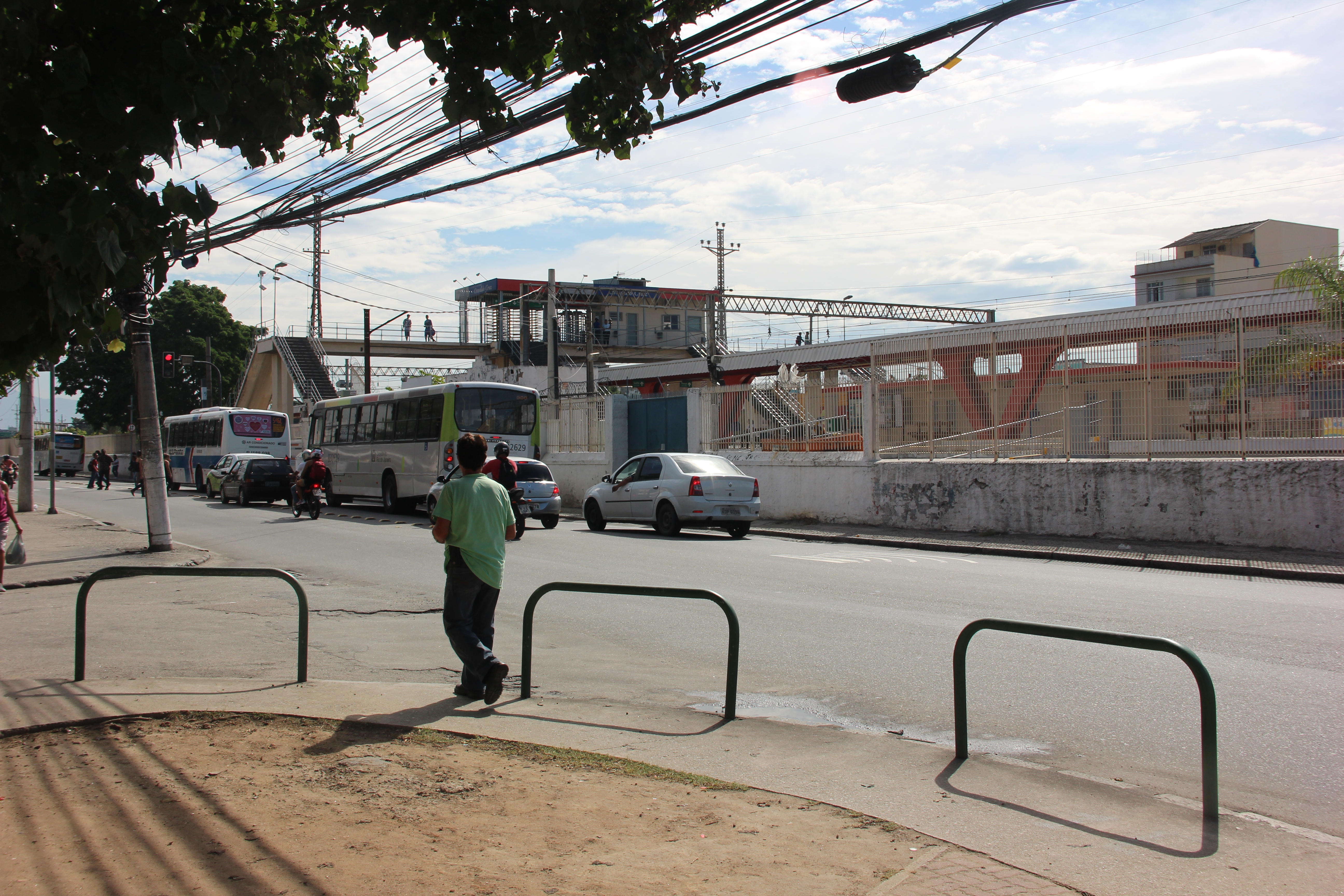
Rua João Vicente e Estação Oswaldo Cruz ao fundo.

A tradição do bairro está ligada ao samba, à Escola de Samba Portela e aos seus grandes compositores.
Na década de 1920, quando a Portela é fundada, o bairro já era conhecido como "Oswaldo Cruz", tanto que o primeiro nome da agremiação era Conjunto Osvaldo Cruz.
Em 1923, época da fundação da famosa escola de samba, Oswaldo Cruz era descrito como "uma favela na planície", embora esta designação, para Nelson da Nóbrega Fernandes, seja imprecisa, ainda que social e culturalmente, o local fosse idêntico às demais favelas existentes na cidade durante o mesmo período.
Em 1956, Oswaldo Cruz já era famoso reduto do samba, vocação mantida até os dias de hoje, com bares promovendo “rodas de samba” e pagodes.
Na década de 1970 surgiram o Conjunto Habitacional Oswaldo Cruz (conhecido como COHAB) e o Conjunto Nelson Pereira dos Santos.

## Limites geográficos
Delimitação do bairro Oswaldo Cruz, Código 088, segundo o Decreto No 5.280 de 23 de agosto de 1985.
"Do entroncamento da Estrada do Sapé com a Rua Rio Claro, seguindo por esta incluída) 
até a Rua Pinto de Campos; por esta (incluída) até a Rua Cananéia; por esta (incluída) até a Rua Divinópolis; por esta (excluída) até a Rua Acácio Santos; por esta  (incluída), atravessando a Rua Carolina Machado, até o Ramal Principal da RFFSA; pelo leito deste, até a Estrada Henrique Melo; por esta (excluída) até a Estrada Intendente Magalhães; por esta (incluída) até a Rua Carlos Xavier; por esta (incluída) até a Rua Filomena Fragoso; por esta (incluída), atravessando a Rua  João Vicente, o Ramal Principal da RFFSA e a Rua Carolina Machado; seguindo pela Rua Arruda Câmara (incluída) até a Estrada do Portela; por esta (incluída) até a Rua Romário Martins e,   excluída) da Rua Romário Martins; até a Rua Rio das Pedras; por esta (excluída) até a Rua Martins Guimarães; por esta (incluída) até a Estrada do Sapê; por esta (excluída) ao ponto de partida."
Localiza-se entre os bairros de Madureira (leste); Bento Ribeiro (oeste); Campinho e Vila Valqueire (sul); e Turiaçu e Rocha Miranda (norte).

## Palácio Rio 450[6]
Em 2015, no ano em que a cidade do Rio de Janeiro completou 450 anos de fundação, o bairro de Oswaldo Cruz, na Zona Norte da Cidade, ganhou a terceira sede administrativa da Prefeitura do Rio. 
Batizado como Palácio Rio 450, o prédio foi inaugurado pelo prefeito Eduardo Paes e pelo governador Luiz Fernando Pezão, em uma cerimônia que reuniu autoridades e personalidades ilustres da região, como os componentes das escolas de samba Império Serrano e Portela.
Localizado na Rua Carolina Machado, num casarão antigo do ano de 1920 que foi reformado, o prédio possui dois andares.  

## Educação
O bairro possui, hoje, algumas escolas particulares, escolas estaduais e municipais. Destacam-se a Escola Municipal Mozart Lago fundada em 15 de março de 1977 na Rua José Carvalho Salgado e o antigo Ginásio Estadual Getúlio Vargas, que hoje é a Escola Municipal Waldemar Falcão, fundada em 06 de setembro de 1955 na Praça Jaguaré. Destaca-se, também, o Centro Educacional Professora Luiza Marinho, fundada em 11 de julho de 2000 na Rua Fernandes Marinho.